# Otto Wilhelm Hermann von Abich
Otto Wilhelm Hermann von Abich, född 11 december 1806 i Berlin, död 1 juli 1886 i Wien, var en tysk geolog.
Abich studerade vid universiteten i Berlin och Heidelberg och blev filosofie doktor 1831. Han ägnade sig först åt mineral och utförde därefter undersökningar (förenade med stora personliga faror) av de italienska vulkanerna och framlade sina resultat i Erläuternde Abbildungen geologischer Erscheinungen beobachtet am Vesuv und Ætna, 1833 und 1834 (1836) och Über die Natur und den Zusammenhang vulkanischer Bildungen (1841).
Han utnämndes 1842 till professor i geologi vid Dorpats universitet. Sin mesta tid tillbringade han emellertid därefter i Kaukasus och är grundläggaren av Kaukasiens geologi och mineralogi. År 1853 blev han ordinarie medlem av ryska Vetenskapsakademien och överflyttade 1854 definitivt till Kaukasus. År 1876 bosatte han sig i Wien. Utöver nedanstående arbeten publicerade han även en stor mängd mindre avhandlingar i fysisk geografi, meteorologi, mineralogi, geologi, geognosi; de flesta och viktigaste publicerade i ryska vetenskapsakademiens "Bulletins", "Mélanges" och "Mémoires".

## Övriga skrifter i urval
- Vues illustratives de quelques phénomènes géologiques, prises sur le Vésuve et l'Etna, pendant les années 1833 et 1834 (Berlin, 1836);
- Über die geologische Natur des Armenischen Hochlandes (1843)
- Vergleichende geologische Grundzüge der kaukasisch-armenischen und nordpersischen Gebirge (1858)
- Beiträge zur paläontologie des asiatischen Russlands (1859)
- Sur la structure et la géologie du Daghestan (1862)
- Einleitende Grundzüge der Geologie der Halbinseln Kertsch und Taman (1865)
- Beiträge zur geologischen Kenntniss der Thermalquellen in den Kaukasusländern (1865)
- Geologische Forschungen in den Kaukasischen Ländern (tre volymer, Wien, 1878, 1882 och 1887).